# Psammisia ecuadorensis
Psammisia ecuadorensis là một loài thực vật có hoa trong họ Thạch nam. Loài này được Hoerold miêu tả khoa học đầu tiên năm 1909.

## Hình ảnh

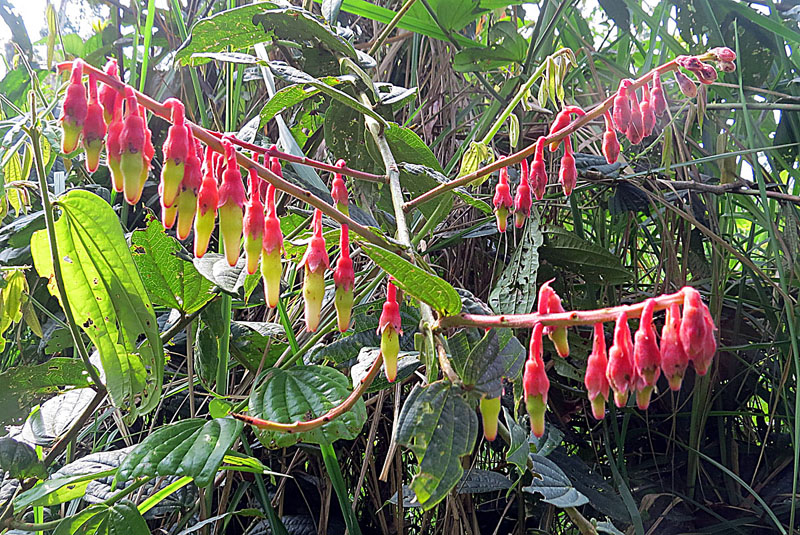